# NK Libre Ereklasse 1935-1936

## Eindstand
| NK LIBRE Ereklasse 1935-1936 - EINDSTAND | NK LIBRE Ereklasse 1935-1936 - EINDSTAND | NK LIBRE Ereklasse 1935-1936 - EINDSTAND | NK LIBRE Ereklasse 1935-1936 - EINDSTAND | NK LIBRE Ereklasse 1935-1936 - EINDSTAND | NK LIBRE Ereklasse 1935-1936 - EINDSTAND | NK LIBRE Ereklasse 1935-1936 - EINDSTAND | NK LIBRE Ereklasse 1935-1936 - EINDSTAND | NK LIBRE Ereklasse 1935-1936 - EINDSTAND |
| RANG                                     | SPELER                                   | GESP                                     | PP                                       | CAR                                      | BRT                                      | MOY                                      | PMOY                                     | HS                                       |
| ---------------------------------------- | ---------------------------------------- | ---------------------------------------- | ---------------------------------------- | ---------------------------------------- | ---------------------------------------- | ---------------------------------------- | ---------------------------------------- | ---------------------------------------- |
| 1                                        | Nelis van Vliet                          | 6                                        | 10                                       | -                                        | -                                        | 29,17                                    | 41,66                                    | 226                                      |
| 2                                        | Jan Sweering                             | 6                                        | 8                                        | -                                        | -                                        | 42,49                                    | 83,33                                    | 275                                      |
| 3                                        | Piet de Leeuw                            | 6                                        | 6                                        | -                                        | -                                        | 21,58                                    | 41,66                                    | 176                                      |
| 4                                        | Dick van Eijmeren                        | 6                                        | 0                                        | -                                        | -                                        | 14,20                                    | geen                                     | 209                                      |
| TOTAAL                                   | TOTAAL                                   | TOTAAL                                   | TOTAAL                                   | -                                        | -                                        | 25,52                                    | 83,33                                    | 275                                      |
|                                          |                                          |                                          |                                          |                                          |                                          |                                          |                                          |                                          |

Den Haag 1935-1936 · 
Den Haag 1948-1949 · 
Hilversum 1949-1950 ·
Haarlem 1950-1951 ·
Waalwijk 1951-1952 · 
Amsterdam 1952-1953 · 
Maastricht 1953-1954 · 
Amsterdam 1954-1955 · 
Amsterdam 1955-1956 · 
Haarlem 1956-1957 ·
Leeuwarden 1957-1958 · 
Nijmegen 1960-1961 · 
Medemblik 1961-1962 · 
Winkel 1962-1963 · 
Callantsoog 1963-1964 · 
Geldrop 1964-1965 ·
Oss 1965-1966 · 
Lierop 1966-1967 · 
Goirle 1967-1968 · 
Heeswijk-Dinther1968-1969 · 
Zeelst 1969-1970 · 
Bergeijk 1970-1971 · 
Enschede 1972-1973 · 
Utrecht 1973-1974 · 
Wildervank 1974-1975 · 
Wijchen 1975-1976 · 
Utrecht 1976-1977 · 
Hulst 1977-1978 · 
Oss 1978-1979 · 
Steenbergen 1979-1980 · 
Rotterdam 1980-1981 · 
Nieuwleusen 1981-1982 · 
Bloemendaal 1982-1983 · 
Gorssel 1983-1984 · 
Gorssel 1984-1985 ·
Deventer 1985-1986 ·
Deventer 1986-1987 · 
Deventer 1987-1988 · 
Tegelen 1988-1989 · 
Dongen 1989-1990 ·
Hengelo (O) 1990-1991 ·
Vroomshoop 1991-1992 ·
Alkmaar 1992-1993 ·
Alblasserdam 1993-1994 · 
Alkmaar 1994-1995 · 
Hengelo (O) 1995-1996 · 
Wijchen 1996-1997 · 
Hapert 1997-1998 · 
Wijchen 1998-1999 · 
Udenhout 1999-2000 · 
Deventer 2000-2001 ·
Hapert 2001-2002 · 
Haaksbergen 2002-2003 · 
Wijchen 2003-2004 · 
Wijchen 2004-2005 ·
Wijchen 2005-2006 · 
Wijchen 2006-2007 · 
Haarlo 2007-2008 · 
Haarlo 2008-2009 · 
Haarlo 2009-2010 ·
Haarlo 2010-2011 ·
Steenbergen 2011-2012 · 
Mariënberg 2012-2013 · 
Hattem 2013-2014 · 
Hattem 2014-2015 · 
Hattem 2015-2016 · 
Winschoten 2016-2017 · 
Rosmalen 2017-2018 · 
Wijchen 2018-2019 · 
nnb 2019-2020